# 고쿠분지시
고쿠분지시(일본어: 国分寺市)는 일본 도쿄도에 있는 시이다.

## 지리
도쿄도의 정중앙에 위치한다. 북쪽으로 고다이라시, 동쪽으로 고가네이시, 남쪽으로 후추시, 구니타치시, 서쪽으로 다치카와시와 접한다.

## 역사
현재의 고쿠분지 지역은 고대 무사시국의 일부였고 나라 시대에 국사가 있었던 곳이다. 1878년 메이지 유신 이후 가나가와현 기타타마군의 일부가 되었다. 1889년 4월 1일에 고쿠분지촌이 성립하였다. 1893년 4월 1일에 기타타마구는 도쿄부의 행정 구역으로 이관되었다. 고쿠분지는 1940년에 정으로 승격되었고 1964년 11월 3일에 시로 승격하였다.

## 산업
히타치 제작소 중앙연구소와 도쿄 주변 지역에서 가장 큰 자연보호구 중 하나가 있다. 게임과 애니메이션 스튜디오로 공각기동대, 신세기 에반게리온 등을 제작한 프로덕션 I.G가 고쿠분지역 남쪽에 있다.
애니메이션 스튜디오인 다쓰노코 스튜디오 또한 고쿠분지에 있다.

## 인구
2005년의 야간인구 거주자는 115,238명이었다. 시외 출근자와 통학생 및 거주자 중 시내에 주간 잔류하는 인구의 합계인 주간인구는 95,649명으로 낮에는 밤의 0.83배 인구가 되고 야간에 비해 주간인구는 2만 명 미만으로 줄어든다. 2010년 국세조사에 따르면 도쿄도 특별구부로의 통근율은 32.7%이다.
통근자·통학자로 보면 시내에서 시외로 나가는 통근자는 38,106명, 시외에서 시내로 들어오는 통근자는 19.607명으로 통근자는 시외로 나가는 통근자가 많으며, 학생이라도 시내에서 시외로 나가는 통학생은 7,826명, 시외에서 시내로 들어오는 통학생은 6,736명이고 학생이라도 낮에는 시외로 유출되는 인원이 많다. 또한 국세조사에서는 연령 미상인 것이 도쿄도에서만 16만 명이며, 이 항의 주야간 인구에 관해서는 연령 미상의 인물은 숫자에 들어 있지 않으므로 숫자 사이에 약간의 오차가 발생한다.
| 연도 | 인구    | ±%      |
| ---- | ------- | ------- |
| 1920 | 4,618   | —       |
| 1930 | 6,454   | +39.8%  |
| 1940 | 9,324   | +44.5%  |
| 1950 | 19,125  | +105.1% |
| 1960 | 39,098  | +104.4% |
| 1970 | 81,259  | +107.8% |
| 1980 | 91,010  | +12.0%  |
| 1990 | 100,982 | +11.0%  |
| 2000 | 111,404 | +10.3%  |
| 2010 | 120,650 | +8.3%   |
| 2020 | 129,242 | +7.1%   |

## 교통

### 철도
- 동일본 여객철도
  - 주오 쾌속선(주오 본선)
    - 고쿠분지역, 니시코쿠분지역

  - 무사시노선
    - 니시코쿠분지역
- 세이부 철도
  - 고쿠분지선
    - 고쿠분지역 - 고이가쿠보역

  - 다마코선
    - 고쿠분지역

### 버스
- JR 주오 본선 고쿠분지역과 하네다 공항을 연결하는 리무진 버스가 하루에 여러 편 운행되고 있다.
- JR 주오 본선 고쿠분지역 남쪽 출구에서 게이오선 후추역, 종합의료센터, 고다이라 단지를 연결하는 버스 노선이 있다.(게이오 전철 버스·게이오 버스)
- JR 주오 본선 고쿠분지역 북쪽 출구에서 고다이라시 아이다정, 쇼와 병원, 세이부 신주쿠선 하나코가네이역 남쪽 출구를 연결하는 버스 노선이 있다.(다치카와 버스)
- JR 주오 본선 고쿠분지역 북쪽 출구에서 세이부 고다이라 영업소, 세이부 신주쿠선 고다이라역 남쪽 출구, 무사시노 미술대학을 연결하는 버스 노선이 있다.(세이부 버스)
- JR 주오 본선 고쿠분지역 북쪽 출구에서 고쿠분지시청, 세이부 고쿠분지선 고이가쿠보역을 지나는 버스가 있다.「토쿠라 순환」(타치카와 버스)
- JR 주오 본선 니시코쿠분지역에서 종합의료센터, JR 난부선 니시후역을 잇는 버스 노선이 있다.(게이오 버스·게이오 전철 버스)
- 마을버스인 분버스가 운행되고 있다.(히가시모토초 루트, 히요시초 루트, 혼다 루트, 니시마치 루트, 기타마치 루트, 만바·게야키 루트 등 6개 계통).